# Liste der Monuments historiques in Farges-en-Septaine
Die Liste der Monuments historiques in Farges-en-Septaine führt die Monuments historiques in der französischen Gemeinde Farges-en-Septaine auf.

## Liste der Bauwerke
| Bezeichnung            | Beschreibung                       | Standort | Kennzeichnung | Schutzstatus | Datum | Bild |
| ---------------------- | ---------------------------------- | -------- | ------------- | ------------ | ----- | ---- |
| Château de Bois-Bouzon | Schloss, erbaut im 17. Jahrhundert | (Lage)   | PA00096798    | Inscrit      | 1942  |      |

## Liste der Objekte
- Monuments historiques (Objekte) in Farges-en-Septaine in der Base Palissy des französischen Kultusministeriums